# Teleorhinus (genus)
Teleorhinus is een geslacht van wantsen uit de familie van de Miridae (Blindwantsen). Het geslacht werd voor het eerst wetenschappelijk beschreven door Osborn in 1904.

## Soorten
Het genus bevat de volgende soorten:

- Teleorhinus brindleyi Knight, 1968
- Teleorhinus crataegi Wyniger, 2010
- Teleorhinus cyaneus Uhler, 1890
- Teleorhinus floridanus Blatchley, 1926
- Teleorhinus nigricornis Knight, 1968
- Teleorhinus oregoni Knight, 1968
- Teleorhinus tephrosicola Knight, 1923
- Teleorhinus utahensis Knight, 1968